# برنت وایت
برنت وایت (به انگلیسی: Brent White) تدوین‌گر آمریکایی است.